# Mikhaïl Ioudovitch
Mikhaïl Mikhaïlovitch Ioudovitch senior (Roslavl, 8 juin 1911 - 19 septembre 1987) est un joueur d'échecs soviétique, un journaliste et un auteur de livres sur les échecs. Il fut grand maître international et champion d'URSS du jeu d'échecs par correspondance et maître international du jeu à la pendule.

## Carrière
Mikhaïl Ioudovitch et Sergueï Belavenets, connus sous le nom des jumeaux de Smolensk, ont été des amis proches depuis leur rencontre lors d'un match scolaire en 1925. Pendant les années qui ont suivi, ils étudièrent avec l'oncle de Belavenets, Konstantin Vygodtchikov (en).
Il remporte son premier grand succès au championnat de Moscou en 1930, finissant 5e ex aequo. En 1931, il partage la 3e place du championnat d'URSS, remporté par Botvinnik, et reçoit le titre de maître. Il participera encore à cette compétition en 1933, 1934, 1937, 1939 et 1947. Il est également champion soviétique d'échecs par correspondance en 1966.
Ioudovitch s'est vu attribuer le titre de maître international à sa création, en 1950, celui de maître international par correspondance en 1961, et le titre de grand maître par correspondance en 1973.
Son fils, Mikhaïl Mikhaïlovitch Ioudovitch junior (1932-1992), fut également un fort joueur.

## Exemple de partie
Ioudovitch - Alatortsev, Moscou 1936
1. e4 e6 2. d4 d5 3. Cd2 Cf6 4. e5 Cfd7 5. Fd3 c5 6. c3 Cc6
7. Ce2 Db6 8. Cf3 f6 9. exf6 Cxf6 10. O-O Fd6 11. Cf4 O-O
12. Te1 Te8 13. Cg5 Fxf4 14. Fxf4 h6 15. Cf3 Dxb2 16. dxc5
Dxc3 17. Tc1 Db4 18. Fd6 Ce4 19. Fxe4 dxe4 20. Ce5 Cxe5
21. Fxe5 Db5 22. Txe4 Te7 23. Tg4 De8 24. Tc3 Fd7 25. Tcg3 g5
26. h4 Fc6 27. hxg5 h5 28. Th4 Td8 29. Dxh5 Dxh5 30. Txh5 Th7
31. Txh7 Rxh7 32. g6+ Rh6 33. g7 Tg8 34. Fd6 Rh7 35. Ff8 1-0